# アネル・ラスカイ
アネル・ラスカイ (Anel Raskaj、1989年8月19日-)は、ユーゴスラビア・コソボ・プリズレン出身の元サッカー選手。現役時代のポジションはMF。

## 来歴
コソボのKFリリアでサッカーを始め、14歳でスウェーデンに移住した。スウェーデンではまずIFレイキンに入団するが、数ヵ月後に地元のライバルクラブであるハルムスタッズBKに引き抜かれた。2007年、18歳の誕生日にカルマルFF戦（3対1で勝利）でデビューを飾った。
2008年は主にセントラルミッドフィールダーとして起用されたが、所属選手移籍などのクラブ事情により左サイドのウインガーも務めた。
ラスカイはスウェーデンのパスポートを取得出来ていなかったために、UEFA U-21欧州選手権2009の出場を逃した。スウェーデンU-21代表コーチのユルゲン・レナートソンはラスカイが代表の中心となっていた可能性に言及した。 スウェーデン国籍は2011年に取得できる見込みで、その時点でスウェーデンかコソボいずれかの代表を選択することになる。また、アルバニア代表を選択することも考えられたが、既に断りを入れたことを話している。
2009年、ラスカイは非公式ではあるがコソボ代表チーム「チーム・コソボ」の一員として、2008年スウェーデンリーグ王者カルマルFF戦に出場した。2010年2月にはコソボ代表の主将として、コソボ独立記念日に行われたアルバニアB代表戦に出場した。

## エピソード
前ハルムスタッズBK監督のヤンネ・アンデルソンは、ジネディーヌ・ジダンやセスク・ファブレガスを比較対象とし、かつてクラブに在籍したフレドリック・ユングベリやニクラス・アレクサンデションを上回る才能と評している